# Mesocletodes abyssicola
Mesocletodes abyssicola is een eenoogkreeftjessoort uit de familie van de Argestidae. De wetenschappelijke naam van de soort is voor het eerst geldig gepubliceerd in 1901 door Scott T. & A..